# Finanzpsychologie
Finanzpsychologie ist die Wissenschaft vom Erleben und Verhalten von Menschen im Umgang mit Geld oder liquiditätsnah investierten bzw. aufgenommenen Mitteln. Dazu zählen insbesondere die Wahrnehmung und Verarbeitung von Informationen zum Geschehen an den Geldmärkten und der Ablauf und die Einflussgrößen der Entscheidungsprozesse. Ein besonderer Schwerpunkt bildet dabei auch die Behavioural Finance (so auch im Deutschen; seltener mit qualitative Finanzmarktanalyse übersetzt). Dabei sollen die (markt)psychologischen Einflüsse auf die Entscheidungen der Anleger und damit auf Kursverläufe ergründet werden. Die Finanzpsychologie zählt zu den wirtschaftspsychologischen Teilgebieten.

## Allgemeines
Zum Arbeitsgebiet dieser relativ jungen Teildisziplin der Psychologie gehört auch das Verhalten von Menschen in Veränderungsprozessen mit finanziellen Auswirkungen und das emotionale Erleben von Situationen, in denen Finanzentscheidungen eine Rolle spielen. Die Untersuchungen in der Finanzpsychologie beziehen sich bisher meist auf die Mikroebene, also auf das einzelne Wirtschaftssubjekt. Kennzeichnend für dieses Gebiet der Psychologie ist der sowohl historisch, als auch aktuell, vorwiegend interdisziplinäre Zugang zum Thema. Thematische und methodische Überschneidungen gibt es vor allem mit dem Gebiet der Marktpsychologie.

## Geschichte

### Der Ursprung der Finanzpsychologie
Um einen Ursprung der Finanzpsychologie zu beschreiben, sollte zunächst der Ursprung und vor allem die Funktion des Geldes im Fokus stehen. Dabei sollte Geld als Wertäquivalent verstanden werden und nicht die reine Form der Münze oder des Geldscheines.
„…das Geld als Urphänomen menschlichen Zusammenlebens ist nicht wirtschaftlichen Ursprungs und kann daher auch nicht mit den Begriffen und Kategorien der Wirtschaftswissenschaften allein erklärt oder definiert werden.“
Geld hatte im Bereich der Völkerpsychologie seinen Ursprung vor tausenden von Jahren. Angefangen als Hortgeld, bestand Geld zunächst in Form magisch-mystischer Objekte beispielsweise eines Ringes, in Form eines Werbeschmucks um eine Frau oder eines Würde- und Rangschmuckes eines Mannes. Daraus entwickelte sich das Protzgeld, sodass Geld als Macht und Statusmittel verwendet wurde. Bei der nächsten Form spricht man vom Zahlgeld. Die Form des Geldes war an ein messbares Gewicht bzw. an ein bestimmtes Edelmetall gebunden und definierte dadurch ihren Wert. Geld im wirtschaftlichen Kontext durchlief mehrere Epochen. Geld wurde nun in Form von Münzen verwendet. Als letzte Entwicklung des Geldes liegt die Aufhebung der substanziellen Bindung auf den rein fiktiven Wert, sodass das Geld entstand, wie wir es heute kennen, als Zeichengeld. Über den genauen Entwicklungsprozess des Geldes gibt es Uneinigkeiten, doch noch heute existieren die verschiedenen Formen des Geldes nebeneinander. Finanzpsychologie beschäftigt sich heute u. a. mit der Symbolischen Bedeutung von Geld und die Auswirkungen auf das Zusammenleben.

### Finanzpsychologie als empirische Wissenschaft
In den Wirtschaftswissenschaften bestand bereits in der Zeit der Klassischen Nationalökonomie ein enger Verbund von Psychologie und Wirtschaft. Die Theoretischen Grundlagen  setzen ein individuelles und ein stark subjektives Handeln voraus. Adam Smith (1723–1790) beschrieb 1759 in seiner Arbeit The Theory of Moral Sentiments (Die Theorie moralischer Gefühle) bereits die psychologische Wichtigkeit von beispielsweise Fairness und Willenskraft bei der Entscheidungsfindung eines Individuums. Dieser Denkansatz wurde jedoch durch die Neoklassische Theorie ausgehebelt, der durch den homo oeconomicus einen komplett rationalen Menschen in seinen Entscheidungen beschreibt. Dieser handle lediglich nach monetären Prinzipien und lasse sich weder durch Gefühle noch Emotionen leiten.
Mit der Entstehung der Börsen zur Zeit der Hochindustrialisierung (um das Jahr 1890) begannen Menschen, sich mit den psychologischen Auswirkungen auf die Entscheidungsfindung an der Börse intensiv zu beschäftigen. So beschäftigte sich beispielsweise der französische Arzt Gustave Le Bon mit dieser Thematik und veröffentlichte 1895 sein Werk Psychologie der Masse. Der französische Jurist Gabriel Tarde kam in seinem Werk La Psychologie Economique aus dem Jahre 1902 zu dem Schluss, dass die Nachvollziehung von Entwicklungen an der Börse nur möglich seien, wenn man die psychologischen Auswirkungen von guten und schlechten Nachrichten auf die Anleger untersuche. 1910 beschreibt der deutsche Wirtschaftswissenschaftler Willi Prion in Preisbildung an der Wertpapierbörse, dass neben ökonomischen Beweggründen besonders persönliche Motive bei Groß- sowie bei Kleinanlegern eine entscheide Rolle spielen würden.
Nach der Trennung psychologischer Ansätze von der Ökonomie durch die Neoklassische Theorie, zeigte 1933 John Maynard Keynes in seinem Experiment Beauty Contest, dass die Entscheidungsfindung nicht nach unserem persönlichen Bestreben, sondern wir uns viel eher durch das von uns erwartete Ideal der Masse leiten würden. Dieses Ergebnis wird von einigen Wissenschaftlern als Geburtsstunde der Verhaltensökonomie (auch: eng. Behavioral Finance) bewertet. Die sogenannte Keynesianische Revolution 1936, ausgelöst durch Keynes Allgemeine Theorie der Beschäftigung, des Zinses und des Geldes, steht als Widerspruch zu dem Modell des homo oeconomicus, der nach Keynes einer fiktiven Natur entspräche. Für Keynes Nachfrageorientierte Wirtschaftspolitik sind die menschlichen Erwartungen und ihre dazu gehörigen Assoziationen unabdingbar, wenn es um zukunftsbetreffende Prognosen gehe.
Die Entstehung der Wissenschaft der Verhaltensökonomie bzw. der allgemeinen Finanzpsychologie in Deutschland findet erst später statt. Günter Schmölders (geb. 1903 in Berlin, gest. 1991 in München) könnte man als Gründervater der Verhaltensökonomie und Finanzpsychologie in Deutschland betiteln. In seiner Arbeit beschäftigte er sich vor allem mit der Finanzwissenschaft und Politik, der Geldwirtschaft, der Sozialökonomik und Steuerpsychologie. Er begann seine Arbeit bereits vor dem Zweiten Weltkrieg, musste jedoch auch wie viele andere Sozial- und Wirtschaftswissenschaftler seine Arbeit während dieser Zeit unterbrechen. 1947 nahm Günter Schmölders seine Lehrtätigkeit in Köln wieder auf und begann drei Jahre später, an dem Finanzwissenschaftlichen Forschungsinstitut an der Universität zu Köln, zu forschen. Die Leitung des Instituts hatte er von 1950 bis 1978 inne. Mit der Gründung der Forschungsstelle für empirische Sozialökonomik im Jahre 1958 etablierte er die Verhaltensökonomie erstmals als empirische Wissenschaft in Deutschland. Von 1951 bis 1952 sowie 1960 bis 1961 war er als Dekan der Wirtschafts- und Sozialwissenschaftlichen Fakultät an der Universität zu Köln tätig, bei der er 1965 bis 1966 die Position des Rektors antrat.
Sein Werk Das Irrationale in der öffentlichen Finanzwirtschaft. Probleme der Finanzpsychologie, erschienen 1960, zeigt den Beginn dieser empirischen Wissenschaft. Mit seinen Publizierungen erregte er erstmals erheblich das Interesse der Öffentlichkeit an finanzpsychologischen Themen. Aus den von ihm begründeten Begriffen wie Steuermoral, Geld- und Finanzpsychologie sowie seinen empirischen Forschungen wurde die Finanzpsychologie in Deutschland als Teilgebiet der Psychologie anerkannt. Seiner Meinung nach müsse es eine klare Abgrenzung zwischen der Finanzpsychologie und der Geldpsychologie geben. Die Finanzpsychologie müsse sich demnach ausschließlich auf die Untersuchung von Reaktionen der Bürger auf finanzpolitische Entscheidungen konzentrieren.
Die internationale Behavioral-Finance-Bewegung und damit einhergehend die allgemeine Thematik Finanzpsychologie erlebte durch die Prospect Theory im Jahre 1979 von Daniel Kahneman und Amos Tversky einen Hype. Das Werk Judgment Under Uncertainty: Heuristics and Biases von Kahneman, Tversky und Paul Slovic aus dem Jahre 1982 legte die vermutlich wichtigste Grundlage für die verhaltensorientierte Finanzmarkttheorie (engl. Behavioral Finance) als Untergebiet der Verhaltensökonomik (engl. Behavioral Economics), wie wir sie heute kennen.

## Teilgebiete
Als wichtigste Teilgebiete der Finanzpsychologie gelten:
- das Geldanlageverhalten,
- das Spar- und Verschuldungsverhalten,
- die Börsenpsychologie,
- die Verhaltensorientierte Finanzmarkttheorie (behavioral finance) als Untergebiet der Verhaltensökonomie,
- die Steuerpsychologie,
- die Geldpsychologie.